# 2-метилпентан
2-Метилпентан, (Ізогексан) — C6H14, CH3CH(CH3)(CH2)2CH3 безбарвна рідина з характерним запахом.

## Фізичні властивості
Температура кипіння: 60 °C;
Температура плавлення: −153 °C;
Відносна густина (вода = 1): 0.65;
Розчинність у воді: нерозчинний;
Тиск парів, кПа за 20 °C: 23;
Відносна щільність пари (повітря = 1): 3.0;
Показник заломлення n20
D 1,3714;
Температура спалаху: −32 °C;
Температура самозаймання: 264 °C;
Межі вибухонебезпечної концентрації, об'ємні % у повітрі: 1.0-7.

## Небезпека використання
Пара 2-метилпентану важча повітря і може стелиться по землі; можливе займання на відстані. В результаті витікання, перемішування та іншого руху можуть утворитися електростатичні заряди.

## Хімічна небезпека
Реагує бурхливо з окислювачами з небезпекою пожежі і вибуху. Агресивна відносно пластику. Речовина може всмоктуватися в організм при вдиханні парів і через шкіру. Небезпечне забруднення повітря буде досягатися досить швидко при випаровуванні цієї речовини за 20 °C.

## Хімічні властивості

### Окислення
1. Як і всі алкани 2-метилпентан окислюється в надлишку кисню до вуглекислого газу і води, виділяє енергію (кДж)
{\displaystyle \mathrm {2C_{6}H_{14}+19O_{2}{\xrightarrow {\triangle }}12CO_{2}+14H_{2}+8343} }
2. Виробництво водяного газу
{\displaystyle \mathrm {C_{6}H_{14}+6H_{2}O{\xrightarrow[{700-1100^{o}C}]{Ni}}6CO+14H_{2}} }